# Суд Европейского союза
Суд Европе́йского сою́за — институт судебной власти Европейского союза, который был основан в 1952 году и назывался Суд Европе́йского объедине́ния угля́ и ста́ли (с 1958 года — Суд Европе́йских соо́бществ).
С вступлением в силу Лиссабонского договора суд в 2009 году поменял название на текущее. Заседания суда проводятся в Люксембурге.

## Состав суда
В соответствии со статьёй 19 Договора о Европейском союзе термин «Суд Европейского Союза» обозначает всю судебную систему ЕС в совокупности и включает:
1. Первоначально единственное, а ныне — высшее звено судебной системы — Суд. Он может выступать в качестве суда первой инстанции или в кассационном порядке разрешать дела, рассмотренные трибуналом. Он функционирует с 1952 г., когда вступил в действие Договор о ЕОУС.
2. Следующим звеном является созданный в 1988 году Трибунал первой инстанции, переименованный Лиссабонским договором в Трибунал; Рассматривает в пределах своей юрисдикции дела по первой инстанции. Либо в кассационном порядке дела, разрешенные специализированным трибуналом.
3. Ниццкий договор 2001 года предусмотрел учреждение ещё одного звена судебной системы, которое представляет собой специализированные трибуналы, рассматривающие отдельные категории правовых споров (служебные, в сфере интеллектуальной собственности и др.). Это звено, созданное в 2004 г., рассматривает дела в пределах своей юрисдикции в рамках первой инстанции. С 2016 года специализированных судов больше нет, их полномочия перешли к ведению Общего Суда.
Часть учёных выделяет ещё и 4-й элемент судебной системы — национальные суды, выступающие в роли «функционального элемента».

## Организация суда
Внутренняя организация суда включает три основных элемента:
1. Председатель. Избирается самими судьями тайным голосованием на 3 года. Председатель осуществляет руководство деятельностью суда, в частности созывает пленарные заседания; председательствует на них, распределяет дела между палатами суда, может приостанавливать производство по делу и др.
2. В соответствии с ДФЕС число генеральных адвокатов составляет 11 человек. После вступления в силу Лиссабонского договора было решено сохранить за шестью крупнейшими странами ЕС — Великобританией (которая на февраль 2020 вышла из состава ЕС), Испанией, Италией, Францией, ФРГ и Польшей — по одному постоянному адвокату, а остальные вакансии должны были поочередно заниматься гражданами других стран ЕС в алфавитном порядке. Первый генеральный адвокат. Срок полномочий — 1 год. Основной задачей этого должностного лица является распределение поступающих дел между отдельными членами.
3. Пленум и палаты. В целях увеличения оперативности в разрешении поступающих дел в рамках суда создаются подразделения — палаты. Важнейшие дела разрешаются судом на пленарных заседаниях.
Суд также имеет своего секретаря и аппарат.
4. Включает в себя 27 судей.

## Наименование
В русскоязычной научной литературе Европейский суд (высшую инстанцию Суда ЕС) часто также называют Европейским судом справедливости, что является дословным переводом официального англоязычного наименования этого органа (англ. European Court of Justice).